# 이온 레이크타운
이온 레이크타운(일본어: イオンレイクタウン, 영어: AEON LakeTown)은 일본 사이타마현 고시가야시에 있는 쇼핑 센터이다.